# Chalcomitra
A Cyanomitra a madarak osztályának a verébalakúak (Passeriformes) rendjébe, ezen belül a nektármadárfélék (Nectariniidae) családjába tartozó nem. A nem besorolása erősen vitatott.

## Rendszerezésük
A nemet Heinrich Gottlieb Ludwig Reichenbach német botanikus és ornitológus írta le 1853-ban, az alábbi fajok tartoznak ide:
- bíbormellű nektármadár (Chalcomitra senegalensis)
- Hunter-nektármadár (Chalcomitra hunteri)
- fakótorkú nektármadár (Chalcomitra adelberti)
- Chalcomitra fuliginosa
- zöldtorkú nektármadár (Chalcomitra rubescens)
- ametiszt nektármadár (Chalcomitra amethystina)
- szokotrai nektármadár (Chalcomitra balfouri)

Az alábbi fajok besorolása vitatott, a szervezetek nagyobb része a Cinnyris nembe sorolja:
- olajzöldhasú nektármadár (Chalcomitra chloropygius[1] vagy Cinnyris chloropygius)[3]
- Chalcomitra minulla[1] vagy Cinnyris minullus[3]
- acélos nektármadár (Chalcomitra notata[1] vagy Cinnyris notatus)[3]
- Chalcomitra chalcomelas[1] vagy Cinnyris chalcomelas[3]
- Pemba-szigeti nektármadár (Chalcomitra pembae[1] vagy Cinnyris pembae)[2]
- Mariqua-nektármadár (Chalcomitra mariquensis[1] vagy Cinnyris mariquensis)[3]
- kétcsíkos nektármadár (Chalcomitra bifasciata[1] vagy Cinnyris bifasciata)[3]
- Chalcomitra tsavoensis[1] vagy Cinnyris tsavoensis[3]
- Shelley-nektármadár (Chalcomitra shelleyi[1] vagy Cinnyris shelleyi)[3]
- Chalcomitra hofmanni[1] vagy Cinnyris hofmanni[3]
- kongói nektármadár (Chalcomitra congensis[1] vagy Cinnyris congensis[3]
- ékszer nektármadár (Chalcomitra erythrocerca[1] vagy Cinnyris erythrocerca)[3]
- Menning-nektármadár (Chalcomitra nectarinioides[1] vagy Cinnyris nectarinioides)[3]
- rezes nektármadár (Chalcomitra cuprea[1] vagy Cinnyris cuprea)[3]